# Dungeon Master (videohra)
Dungeon Master je RPG videohra typu dungeon americké vývojářské firmy FTL Games z roku 1987 pro Atari ST a později i pro jiné platformy: Amigu, DOS, PC-98, FM Towns a další. Zaznamenala velký komerční úspěch. Většina soudobých her vycházela z prostředí Dungeons & Dragons. Dungeon Master však stanovil nové standardy mezi RPG hrami a inspiroval mnoho dalších videoher.
Dungeon Master je také první díl stejnojmenné videoherní série Dungeon Master. Sequel z roku 1989 nese název Chaos Strikes Back. 

## Popis
Dungeon Master přinesl do subžánru her zvaného dungeon (později dungeon crawler) několik inovací. Tehdy běžné souboje na tahy (turn-based) nahradil souboji v reálném čase (real time), zavedl jiný systém levelování neboli povyšování hrdinů, kdy se postavy zlepšovaly místo sbírání zkušenostních bodů opakováním různých akcí (např. ninja se zlepšoval mj. házením hvězdic do schodů, kněz trénoval kouzlením léčivých elixírů apod.). Kouzlení probíhalo na bázi sestavování magických formulí z jednotlivých run.
Interakci s prostředím povýšil Dungeon Master z textové na více adventurní způsob (tzv. point and click). Hráč mohl sám ihned klikat kurzorem na jednotlivé předměty, mačkat tlačítka, zvedat zbraně ze země, brát věci z výklenků atd. Dříve byla standardem textová interakce, tzn. na obrazovce se vypsal text - popis místnosti a teprve pak hráč zadal konkrétní příkaz (prohledej, vezmi, použij, atd.). Atmosféru hry dokreslovaly zvukové efekty, podle nichž šlo dokonce zjistit, že se blíží specifická příšera (přibližující se hlasitější šourání) a také grafické efekty. 
Na začátku hry si hráč vybere maximálně čtyřčlennou družinu hrdinů ze Síně šampionů - z celkem 24 předdefinovaných postav (jejich statistiky lze vynulovat nebo si je ponechat). Hru lze hrát i s jedním hrdinou, nicméně je pak velmi obtížná. Postavy v družině se mohou zlepšovat ve čtyřech povoláních: bojovník (fighter), mág (wizard), kněz (priest) a nindža (ninja). Jelikož postavy nemají omezení v povolání, lze je vytrénovat ve všech čtyřech a stávají se tak univerzálními. Například i slabého kněze lze vytrénovat na mistra bojovníka ovládajícího nejsilnější údery v rozličných zbraních. Rozdíl pak je pouze ve výši získaných bodů zdraví, many aj. při levelování.
Družina sestavená z vybraných hrdinů se vydává do rozsáhlého, podrobně strukturovaného podzemního labyrintu plného příšer, pastí, logických hádanek a pokladů. Děj je lineární, po dokončení jednoho levelu se hráč dostane schodištěm dolů do dalšího, o něco obtížnějšího. Celkem se v podzemí nachází 14 pater (levelů).

## Příběh
Hráč vystupuje v pozici čarodějova učně. Experimenty jeho pána skončí zničením části světa a čarodějova duše je roztržena vedví. Její temná část známá jako Lord Chaos se uchýlí do mnohaúrovňového podzemního labyrintu plného pastí, kde se obklopí mnoha příšerami. Učeň je ve formě ducha a tak musí za pomoci dobré části čaroděje oživit čtveřici hrdinů ze Síně šampionů, kde je Lord Chaos zaklel do magických zrcadel a Chaose porazit.